# Yuki Nagato

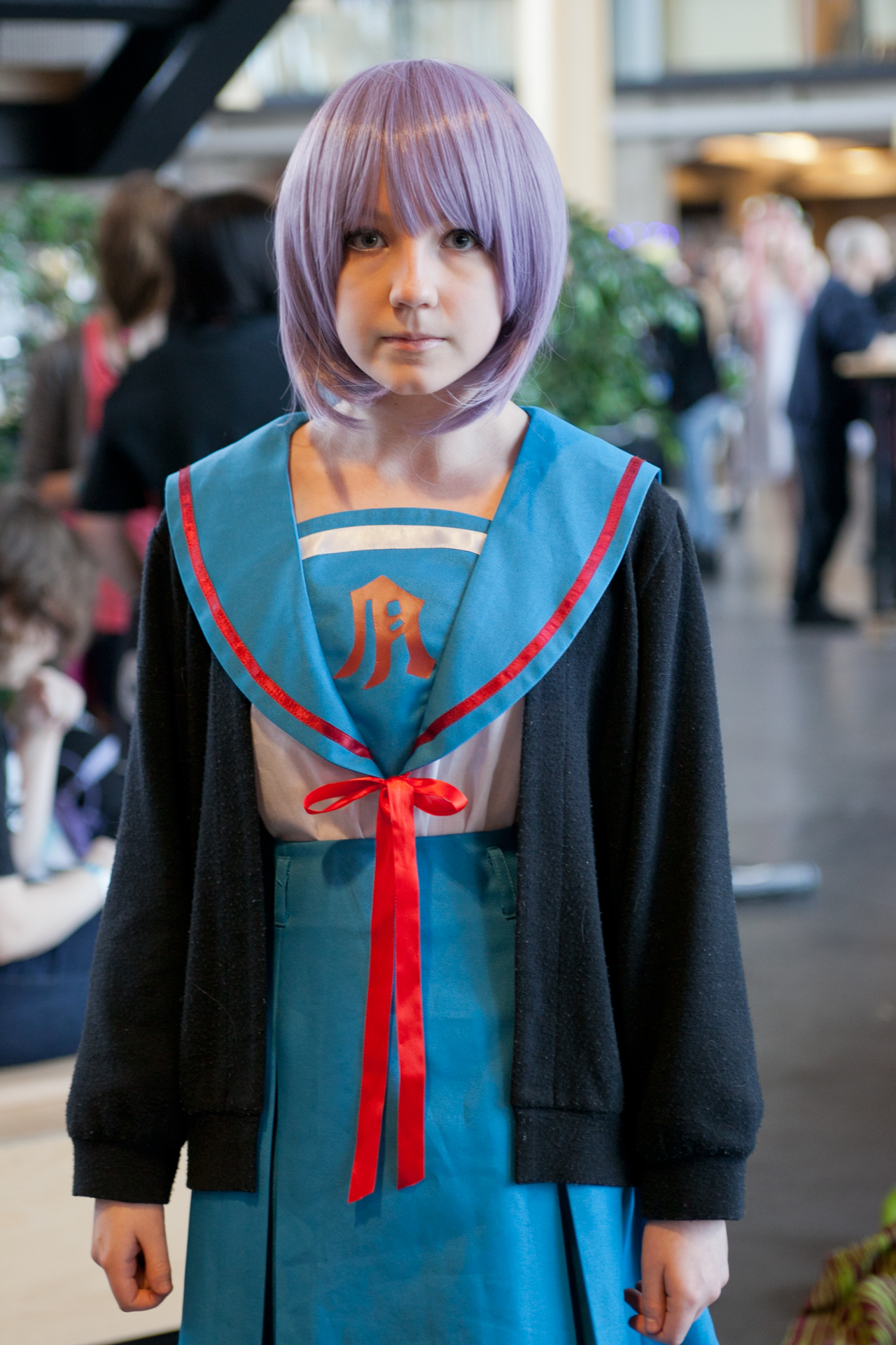
Cosplay von Yuki Nagato

Yuki Nagato (jap. 長門 有希, Nagato Yuki) ist eine von Nagaru Tanigawa erdachte und von Noizi Ito gezeichnete Figur. Sie wurde als eine der Hauptfiguren der Light-Novel-Reihe Suzumiya Haruhi no Yūutsu, der gleichnamigen Manga-Reihe, der Anime-Fernsehserie Die Melancholie der Haruhi Suzumiya und durch mehrere Singles international bekannt.

## Entstehung und äußeres Erscheinungsbild
Ihren ersten Auftritt hatte Yuki in der Light Novel Suzumiya Haruhi no Yūutsu, die am 6. Juni 2003 erschien. Sie ist eine der Hauptfiguren der Buchreihe und wurde von dem Autor Nagaru Tanigawa erdacht. Ihre äußere Erscheinung wurde hingegen vom Illustrator der Light Novel Noizi Ito entworfen. Als die Buchreihe von Kyōto Animation im Jahr 2006 als Anime-Fernsehserie adaptiert wurde, entwickelte sich ihre äußere Erscheinung unter dem Einfluss von Shoko Ikeda weiter. Dabei behielt sie ihre wesentlichen Merkmale und es wurden nur einzelne Details und die Körperproportionen leicht geändert.
Ihre äußere Erscheinung ist die eines schlanken, Brille tragenden Mädchens mit sehr heller Haut und grauem bis lilafarbenen kurzem Haar. In fast allen Situationen trägt sie ihre Schuluniform und ist mit dem Lesen eines Buches beschäftigt. Erst mit fortgeschrittener Handlung und nach einem Gespräch und der Feststellung Kyons, dass sie ohne Brille wesentlich süßer aussehen würde, verzichtet sie nachhaltig auf dieses für sie „überflüssige Accessoire“.

## Einordnung in die Werke
Von der Integrated Data Entity als „menschliche Schnittstelle“ (eine Außerirdische) erschaffen, soll Yuki die Aktivitäten von Haruhi Suzumiya überwachen und wenn nötig unter Kontrolle halten, ohne großen Einfluss auf die Welt zu nehmen. Aufgrund ihres Ursprungs verfügt sie über zahlreiche abnormale Fähigkeiten, die sie äußerst sparsam einsetzt. Yuki kann so beispielsweise die Eigenschaften aller Dinge in ihrer näheren Umgebung verändern, was von Kyon als „Bogus-Magie“ (Scheinmagie) bezeichnet wird. So manipulierte sie ein Baseballspiel so, dass der Ball sich allein den Schläger suchte oder diesem auswich.

## Persönlichkeit
Vorgestellt als letztes verbleibendes Mitglied des Leseclubs ist sie sehr introvertiert und bibliophil. Ihre Sprecherin Minori Chihara beschrieb Yuki als eine schwierige Rolle, da sie bisher als Seiyū sehr viele weibliche und energetische Charaktere gespielt hatte und sich erst an die wortkarge und introvertierte Art von Yuki gewöhnen musste. Zugleich beschreibt sie Yuki als eine Person, die „cool“ reagiert und eine starke innere Ruhe ausstrahlt. Solch einen Charakter hätte sie in ihrer langen Karriere bisher noch nie gespielt.
Hinsichtlich sozialer gesellschaftlicher Normen und menschlicher Technologien hinterlässt sie einen sehr unerfahrenen Eindruck, lernt diese aber binnen weniger Minuten kennen und nutzen. Es zieht sich eine Parallele zwischen ihrem Versuch nicht mit den Aktionen von Haruhi zu interagieren und ihrer sozialen Isolation.

## Synchronsprecher
Im japanischen Original wurde Yuki von der Seiyū Minori Chihara gespielt. In der deutschen Synchronisation übernahm Julia Meynen ihre Rolle.

## Spin-off und Cameo-Auftritte
→ Siehe auch: Spin-offs von Suzumiya Haruhi no Yūutsu
Yuki hat Manga-Magazin Young Ace eine eigene Serie mit dem Titel Nagato Yuki-chan no Shōshitsu bekommen. Gezeichnet wird sie von Puyo, der ebenfalls die Parodie Suzumiya Haruhi-chan no Yūutsu zeichnet. Diese basiert auf der im vierten Romanband bzw. deren Verfilmung Suzumiya Haruhi no Shōshitsu gezeigten Alternativwelt. Eine Animeverfilmung lief 2015 und erschien auf Deutsch unter dem Titel Das Verschwinden der Yuki Nagato bzw. Das Verschwinden der Nagato Yuki-chan.
Yuki hatte auch in verschiedenen anderen Werken Cameo-Auftritte. In Lucky Star tauchte sie beispielsweise als Bedienung, zusammen mit anderen Charakteren aus Die Melancholie der Haruhi Suzumiya, in der 16. Folge auf.